# Hans-Herbert Haase
Hans-Herbert Haase (* 21. März 1927 in Halle (Saale); † 4. September 2011) war ein deutscher Arzt, Hochschullehrer und Politiker (FDP). Er war von 1990 bis 1994 Mitglied im Landtag Sachsen-Anhalt.

## Ausbildung und Leben
Hans-Herbert Haase besuchte das humanistische Gymnasium und studierte nach dem Abitur Pharmazie und Medizin. Das Studium schloss er mit der Promotion ab. Nach dem Studium arbeitete er als Apotheker, praktischer Arzt, Facharzt für Hygiene und als Oberarzt am Hygiene-Institut der Martin-Luther-Universität Halle-Wittenberg. Dort stieg er zum Dozenten, Professor und Direktor des Instituts auf. Er war ferner Schatzmeister der Historischen Kommission für Sachsen-Anhalt und Mitglied der Turnerschaft Saxo-Thuringia Halle.
Hans-Herbert Haase war evangelischer Konfession, verheiratet und hatte drei Kinder.

## Politik
Hans-Herbert Haase (der zufällig am selben Tag und in derselben Stadt wie Hans-Dietrich Genscher geboren wurde) trat nach der Wende  Februar 1990 der F.D.P.-Ost bei und wurde Vorsitzender des Landesverbandes Sachsen-Anhalt. Nach dem Zusammenschluss mit dem Bund Freier Demokraten und der Deutschen Forumpartei wurde er September 1990 stellvertretender Landesvorsitzender der FDP Sachsen-Anhalt.
Er wurde bei der ersten Landtagswahl in Sachsen-Anhalt 1990 über die Landesliste in den Landtag gewählt. Im Landtag war er Vorsitzender der FDP-Fraktion.